# Thaumasura rubritibia
Thaumasura rubritibia är en stekelart som beskrevs av Girault 1932. Thaumasura rubritibia ingår i släktet Thaumasura och familjen puppglanssteklar. Inga underarter finns listade i Catalogue of Life.